# 긴고랑천
긴고랑천(―川)은 서울특별시 광진구 중곡4동 아차산 인근에서 발원하여 서울특별시 광진구 중곡3동 중랑천에 유입되는 서울특별시의 복개하천 하천이다. 1977년 2월 22일부터 1979년 7월 12일까지 복개를 진행하여 현재는 긴고랑로로 쓰이고 있다.광진구 중곡동 일대를 흐른다 하여 중곡천(中谷川)이라고도 불린다.